# Hyper-calvinisme
L'hyper-calvinisme est un terme théologique pour décrire une des doctrines des baptistes particuliers anglais à la fin du XVIIe siècle. Elle est contenue dans les enseignements de Joseph Hussey, John Skepp, Lewis Wayman, John Brine et peut être dans ceux John Gill, parfois considéré comme un précurseur de l'hyper-calvinisme. L'hyper-calvinisme soutient que l'appel de l'évangile à « se repentir et croire » n'est pas adressé à tous et que ce n'est pas un devoir universel que de croire au Christ pour le salut. Cette doctrine a toujours été minoritaire, et ne subsiste aujourd'hui que chez certaines petites dénominations et communautés chrétiennes. 
Le terme fut à l'origine employé dans un sens polémique pour critiquer les théologiens qui niaient la possibilité d'un salut universel, par ceux qui considéraient que ces théologiens avaient des positions extrémistes sur la chute, la grâce, l'élection et le péché véniel. Il apparaît encore occasionnellement dans des contextes de controverses pour souligner une opinion négative concernant certains types de déterminisme théologique ou de prédestination ou pour s'opposer à une version du christianisme évangélique ou du calvinisme qui apparaît trop extrême à ses critiques.